# Chiesa dei Santi Nazario e Celso (Acquarossa)
La chiesa parrocchiale dei Santi Nazario e Celso è un edificio religioso che si trova a Corzoneso, frazione di Acquarossa in Canton Ticino.

## Storia
La struttura viene citata per la prima volta in documenti storici risalenti al 1211. Nel 1671 la chiesa venne completamente ricostruita in stile barocco: poco si è salvato della costruzione preesistente.

## Descrizione
La chiesa ha una pianta ad unica navata, sovrastata da una volta a botte risalente al 1830. L'interno è ornato da affreschi eseguiti a più riprese fra il XIV ed il XVII secolo. Tra questi spiccano quelli conservati nell'attuale sagrestia, realizzati dai seregnesi. Tra le cappelle con affaccio sull'unica navata, quella settentrionale conserva stucchi risalenti al 1679.